# Tessy Antony
Tessy Antony (Luxemburgo, 28 de outubro de 1985) é uma filantropa e empresária luxemburguesa, mais conhecida por ter sido casada, entre 2006 e 2017, com o príncipe Luís de Luxemburgo, com o qual teve dois filhos.

## Biografia
Tessy Antony nasceu em 1985, filha de François Antony, um ladrilhador, e de sua esposa Régine Anne Heidemann, uma dona de casa. Ela tem três irmãos e uma irmã: Mike, Jerry, Patty e Ronny Antony (seu irmão gêmeo).
Estudou numa escola técnica em Pétange (no sul do Luxemburgo) e, depois, junto com o príncipe Luís de Luxemburgo, frequentou a Universidade da Flórida e a na Richmond American University em Londres, onde se formou em Relações Internacionais. Também fez um mestrado em Estudos Diplomáticos na Universidade de Londres.
Atualmente trabalha na área de filantropia em Londres e em seu website descreve-se como "uma orgulhosa mãe de dois pequenos príncipes, filantropa e empresária".
É casada desde julho de 2021 com o empresário suíço Frank Floessel, com o qual tem um filho, Theodor.

### Carreira militar
Em 2004, aos 18 anos, com o irmão gêmeo Ronny Antony, juntou-se ao exército do Luxemburgo, chegando ao posto de Cabo Drivers Permis B. De março a julho de 2004, ela participou da uma missão da NATO no Kosovo.

## Relação com o príncipe Luís de Luxemburgo

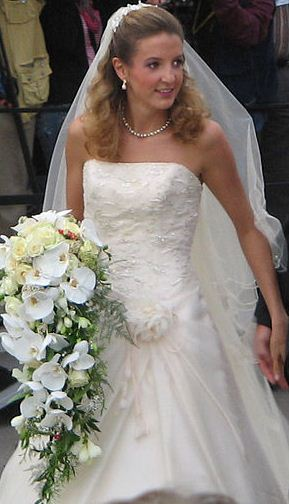
Tessy no dia do seu casamento com o príncipe Luís de Luxemburgo em 2006.

Em 2004, aos 19 anos de idade, Tessy conheceu o príncipe Luís de Luxemburgo, enquanto estava em Kosovo e Luís estava visitando as tropas.
Eles se casaram em 29 de setembro de 2006 na igreja paroquial católica romana conhecida como "Kirche Gilsdorf Church", localizada na região de Gilsdorf, ao nordeste do Luxemburgo.
O casal teve dois dois filhos: Gabriel (nascido em 2006) e Noah (nascido em 2007).
Em abril de 2019, após o divórcio oficial, Tessy revelou que ter se casado com um príncipe trouxe muitos problemas para a família. "Meu irmão mais velho nunca mais falou comigo. Não aguentou a pressão. E meu irmão mais novo é continuamente ameaçado no trabalho", disse.

### Título de Princesa de Luxemburgo e o sobrenome "de Nassau"
Após seu casamento, o príncipe Luís teve que desistir de seus direitos da linha de sucessão ao trono luxemburguês e dos do seu filho Gabriel de Nassau, bem como dos de qualquer dos futuros filhos do casal, por ter se casado sem aprovação prévia. Embora Luís mantivesse o seu título de Príncipe de Luxemburgo e o estilo de "Sua Alteza Real", Tessy e seus filhos tiveram inicialmente apenas o sobrenome "de Nassau", sem títulos.
No entanto, em 23 de junho de 2009, em meio às comemorações do Dia Nacional do Luxemburgo, Tessy recebeu do sogro, o grão-duque Henrique de Luxemburgo, o título de "Princesa do Luxemburgo" e o tratamento de "Alteza Real". O mesmo direito foi estendido aos filhos do casal, Gabriel e Noé.
No entanto, após o divórcio, ela perdeu o título e o estilo, tendo sido, no entanto, autorizada por um tribunal de Londres, onde o caso do divórcio foi julgado, a usar um dos sobrenomes da família grão-ducal, o de Nassau. O sobrenome, no entanto, é apenas simbólico, já que ela não poderá mudar o nome legalmente em Luxemburgo, onde é chamada apenas como Tessy Antony no website da Corte.

### Divórcio
Em 18 de janeiro de 2017, o Palácio do Luxemburgo anunciou oficialmente que Tessy e o príncipe Luís de Luxemburgo estavam se divorciando, como o processo ocorrendo na cidade de Londres, na Inglaterra, onde moravam. Parte do anúncio pedia privacidade: "Pedimos respeito à privacidade do casal e seus filhos", dizia o anúncio.
O divórcio foi oficializado em 04 de abril de 2019, após o caso parar num tribunal na cidade de Londres porque Tessy não estava de acordo com o termos propostos pelo príncipe. No início, ela chegou a pedir 1,5 milhões de libras esterlinas para poder comprar uma casa, onde pretendia residir com os filhos, no entanto, após a deliberação do juiz, o caso ficou assim decidido:
- Tessy continuaria a viver na casa antes ocupada pelo casal, em Londres, até o filho menor (Noé de Nassau) completar o ensino secundário;
- O príncipe Luís de Luxemburgo pagaria o equivalente a 9 mil euros por ano como pensão para os dois filhos;
- Tessy perderia o título de Princesa de Luxemburgo e de Nassau e Bourbon-Parma a partir de setembro de 2019, podendo depois adicionar o sobrenome "de Nassau" (pertencente à família grã-ducal de Luxemburgo) a seu nome. A adição do nome, no entanto, é apenas simbólica, uma vez que ela não poderá emitir uma nova certidão de nascimento em Luxemburgo com o novo nome. No website oficial da família grã-ducal, ela é apenas chamada "Senhora Tessy Antony" quando é mencionada.[17]

## Controvérsias com a família grão-ducal de Luxemburgo
Logo após o divórcio, Tessy acusou a sua ex-sogra, a grã-duquesa Maria Teresa, de interferir em seu trabalho. "Fui desconvidada de um evento no México porque eles estavam preocupados com o que minha ex-sogra poderia fazer", escreveu em sua página oficial no instagram em 10 de abril de 2019.
Para a revista Hello ela declarou que "há aqueles que fizeram de tudo para que o título fosse tirado", onde se referia ao fato de ter perdido o título de "Princesa de Luxemburgo" após o divórcio.

## Filhos
Durante a sua relação com o príncipe Luís de Luxemburgo, Tessy teve